# Frank Booth
Frank Ewen Booth, född 4 oktober 1910 i Los Angeles, död 1 december 1980 i Newport Beach, var en amerikansk simmare.
Booth blev olympisk silvermedaljör på 4 x 200 meter frisim vid sommarspelen 1932 i Los Angeles.